# Lapeirousia fabricii
Lapeirousia fabricii är en irisväxtart som först beskrevs av Daniel Delaroche, och fick sitt nu gällande namn av Ker Gawl. Lapeirousia fabricii ingår i släktet Lapeirousia och familjen irisväxter. Inga underarter finns listade i Catalogue of Life.